# عبدالرحمن الدوسری
عبدالرحمن الدوسری (انگلیسی: Abdurahman Al-Dossari؛ زادهٔ ۲۵ سپتامبر ۱۹۹۷) یک ورزشکار اهل عربستان سعودی است.
وی همچنین در تیم‌های ملی فوتبال Saudi Arabia U20 عربستان سعودی بازی کرده است.